# 沃特敦市 (纽约州)
沃特敦（Watertown）是美国纽约州杰佛逊县的一座城市，是杰佛逊县的县城。 它位于千岛群岛以南约35公里，距离锡拉丘兹 (纽约州)以北70英里。 截至2010年美国人口普查，人口已达27,023人，自2000年以来增长了1.2％。美国陆军基地德拉姆堡在城市附近。
这座城市在19世纪初就是一个制造中心，以黑河上的许多瀑布而命名。 从创造工业财富的多年来，到二十世纪初，这个城市人均比全国任何一个城市都有更多的百万富翁。